# Eugenio Mena
Eugenio Esteban Mena Reveco (Viña del Mar, Región de Valparaíso, Chile, 18 de julio de 1988) es un futbolista profesional chileno que se desempeña como lateral izquierdo y su equipo actual es la Universidad Católica de la Primera División de Chile. Es internacional con la selección de fútbol de Chile e integra la Generación Dorada que logró dos Copa América.
Ha desarrollado principalmente su carrera tanto en Chile como en Brasil jugando como lateral-volante por izquierda así mismo como stopper en línea de tres siendo además parte importante de la selección de fútbol de Chile obteniendo dos Copa América y jugando una Copa Mundial de Fútbol.
Es recordado principalmente en su club formador, Santiago Wanderers, del cual es hincha asistiendo incluso a entrenar con el plantel del equipo pese a no estar en él desde 2010 así como también se le recuerda en la Universidad de Chile por ser pieza clave en la obtención de un histórico tricampeonato y la Copa Sudamericana 2011.
En Argentina, es recordado en Racing Club de Avellaneda, en donde se destacó por ser pieza fundamental para lograr el título de Primera División 2019. También se consagró campeón del Trofeo de Campeones de la Superliga 2019 y del Trofeo de Campeones de la Liga Profesional 2022.

## Trayectoria
Surgió en las canchas de la Población Villa Linda Sur en el Cerro Nueva Aurora para luego emigrar a las divisiones inferiores de Santiago Wanderers en 1999 donde dio su gran salto a la fama durante la Temporada 2008 de la Primera B con Gustavo Huerta como entrenador, donde era titular indiscutido, se convirtió en una de las grandes figuras de su equipo en ese año pese a que con la llegada de Jorge Aravena al banco comenzó a perder la titularidad siendo remplazado por Bruno Romo pero luego de nuevas oportunidades volvió a consolidarse en la titularidad.

### Santiago Wanderers
En 2009, continuó siendo parte fundamental del primer equipo de Santiago Wanderers, donde tras buenos partidos logró convertir su primer gol como profesional el 11 de octubre de ese año frente a San Marcos de Arica logrando al final el ascenso con su equipo. Cabe destacar que durante dicho año recibió de parte de la Municipalidad de Valparaíso la medalla UNESCO Valparaíso, Patrimonio de la Humanidad por su participación en el Torneo Esperanzas de Toulon.
En 2010 tras lograr un muy buen primer semestre con Santiago Wanderers se confirmaría en julio de aquel año su traspaso a la Universidad de Chile, operación que concluyó con la venta del 50% de su carta bordeando los 500 mil dólares, pero en su llegada al club laico se encontró con un equipo ya conformado dirigido por Gerardo Pelusso peleando las semifinales de la Copa Libertadores por lo que tuvo poca participación pero se destacó en las actuaciones que tuvo siendo tan joven.

### Universidad de Chile
Con la llegada de Jorge Sampaoli en la Temporada 2011 sería titular indiscutido y artífice del equipo que consiguió ser el campeón del Apertura, ganando la final frente a uno de los más clásicos rivales, la Universidad Católica, por 1-4 tras haber perdido la final ida 0-2. Gracias a su potencia física y despliegue, se volvió figura del torneo, siendo el jugador en cancha que más defendió la camiseta azul con 1985 minutos en 22 partidos disputados solo superado por el portero titular Johnny Herrera. En diciembre ganaría la Copa Sudamericana, el primer título internacional en la historia del club para luego dos semanas después obtener el Torneo Clausura. Una vez finalizado el semestre el jugador fue declarado intransferible para que el equipo tuviera una buena presentación en la Copa Libertadores 2012, donde en octavos de final anotaría un gol a Deportivo Quito en un 6-0 a favor del conjunto azul. Posteriormente a su participación internacional, ganaría el Apertura 2012 venciendo en la final a O'Higgins de Rancagua vía lanzamientos penales.
El primer semestre de 2013, pese a que con los universitarios no lograría ganar el Torneo Transición ni la Copa Libertadores, donde fueron eliminados en fase de grupos, el 8 de mayo obtendría la Copa Chile 2012/13 tras vencer a Universidad Católica en la final.

### Santos
El 27 de junio de 2013 fue transferido al Santos de Brasil, club que había mostrado interés por él previamente. Ya en el club brasileño rápidamente comenzó a destacar siendo titular recurrente. La temporada siguiente comenzaría a destacar aún más en la liga brasileña, siendo uno de los más regulares del equipo lo que lo convertiría en uno de los titulares indiscutidos del club.

### Cruzeiro
Luego de buenas actuaciones y problemas contractuales con Santos ficharía por el Cruzeiro por cuatro años descartando ofertas de otros clubes. Con los celestes tendría una buena primera temporada pero luego no sería tomado en cuenta por lo que partiría a préstamo al São Paulo donde sus buenas actuaciones lo llevarían a ser el único chileno considerado a ser el mejor jugador del continente, pese a esto para 2017 nuevamente no sería tomado en cuenta por el club dueño de su pase partiendo cedido al Sport Recife.

### Sport Recife

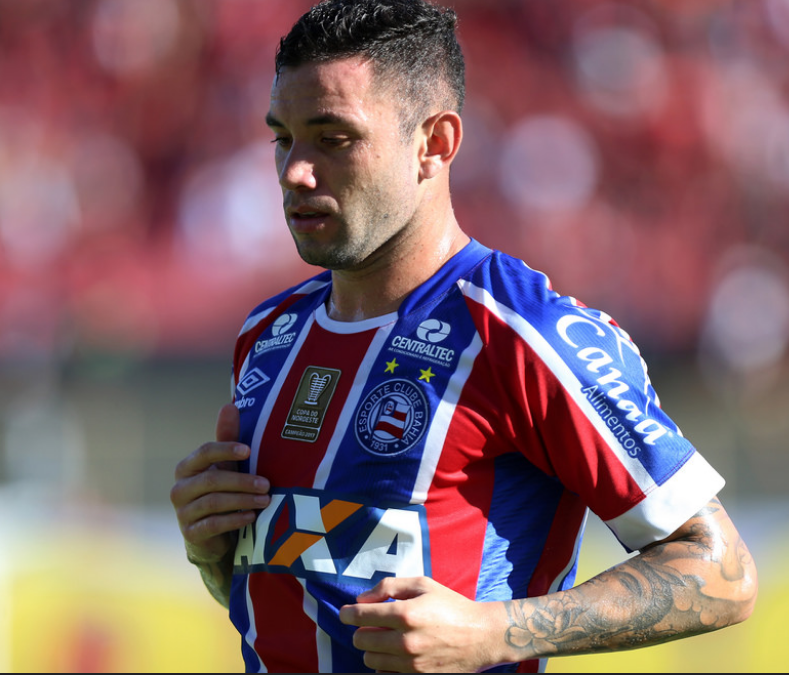
Mena jugando por el Esporte Clube Bahia en 2018.

Con Sport Recife nuevamente sería titular y figura pero nuevamente finalizado el préstamo no sería tomado en cuenta por Cruzeiro para 2018 por lo que ficharía por dos años con Esporte Clube Bahia pero finalmente solo estaría un semestre con ellos ya que a mediados de la temporada sería traspasado por 1.000.000 dólares por el 100% del pase a Racing Club firmando un contrato por 4 años. temporadas.

### Racing Club
Su primer año en Argentina tendría bastante regularidad siendo una de las piezas importantes en el equipo que lograría quedarse con la Superliga compartiendo equipo con su excompañero en la Universidad de Chile, Marcelo Díaz y su compañero de selección Gabriel Arias. En diciembre del 2019 obtuvo su segundo título en Racing Club. Ganó el Trofeo de Campeones de la Superliga tras vencer a Club Atlético Tigre en la final.
En las siguientes temporadas se convertiría en un jugador fundamental del equipo. Disputó partidos de la Copa Libertadores de América en 2020 y 2021. También tuvo la posibilidad de jugar la Copa Sudamericana 2022.
Su primer gol lo convertiría ante Atlético Tucumán en la victoria 2 a 0 de la Academia por la vigésima cuarta fecha de la Liga Profesional de Fútbol 2022. Ese mismo año, se consagraría campeón del Trofeo de Campeones tras vencer a Boca en la final.

### Universidad Católica
Luego de quedar como jugador libre tras cuatro temporada sen Racing, el club Universidad Católica confirmó principio de acuerdo con Mena para ser nuevo jugador del club para las próximas dos temporadas, regresando al fútbol chileno luego de 10 años.

## Selección nacional

### Selecciones menores
Ha sido internacional con la Selección de fútbol sub-23 de Chile en 2008 que participó de una gira amistosa por Oceanía para luego al siguiente año ser parte de la Sub-21 que jugaría el Torneo Esperanzas de Toulon realizado en Francia donde jugaría todos los minutos del campeonato obtenido por su combinado nacional. En 2010 nuevamente jugaría el Torneo Esperanzas de Toulon pero esta vez terminaría quedando en cuarto lugar volviendo a jugar todos los partidos que disputaría su selección y anotando un gol.

### Selección absoluta
El 7 de septiembre de 2010 hace su debut por la Selección de fútbol de Chile en un duelo amistoso frente a Ucrania ingresando en el segundo tiempo de la derrota por dos goles contra uno para luego ser citado al penúltimo partido de Marcelo Bielsa frente a Uruguay el 17 de noviembre de 2010, pero no ingresaría.
En marzo del 2012 es citado por el DT Claudio Borghi a un combinado de jugadores del fútbol local para enfrentar la denominada Copa del Pacífico 2012 frente a Perú jugando ambos partidos contra los peruanos donde anotaría un gol en cada partido. Tras la llegada de Jorge Sampaoli como DT a la selección chilena, comienza a ganar la titularidad en la selección, anotando el primer gol en la victoria seis a cero frente a Irak el 14 de agosto de 2013.
El 27 de marzo de 2019 fue convocado por la Selección de Fútbol de Chile en el amistoso internacional previo a la Copa América 2019 jugado en el BBVA Compass Stadium en el empate 1-1 contra la Selección de Fútbol de Estados Unidos.

### Mundiales

#### Copa Mundial 2014

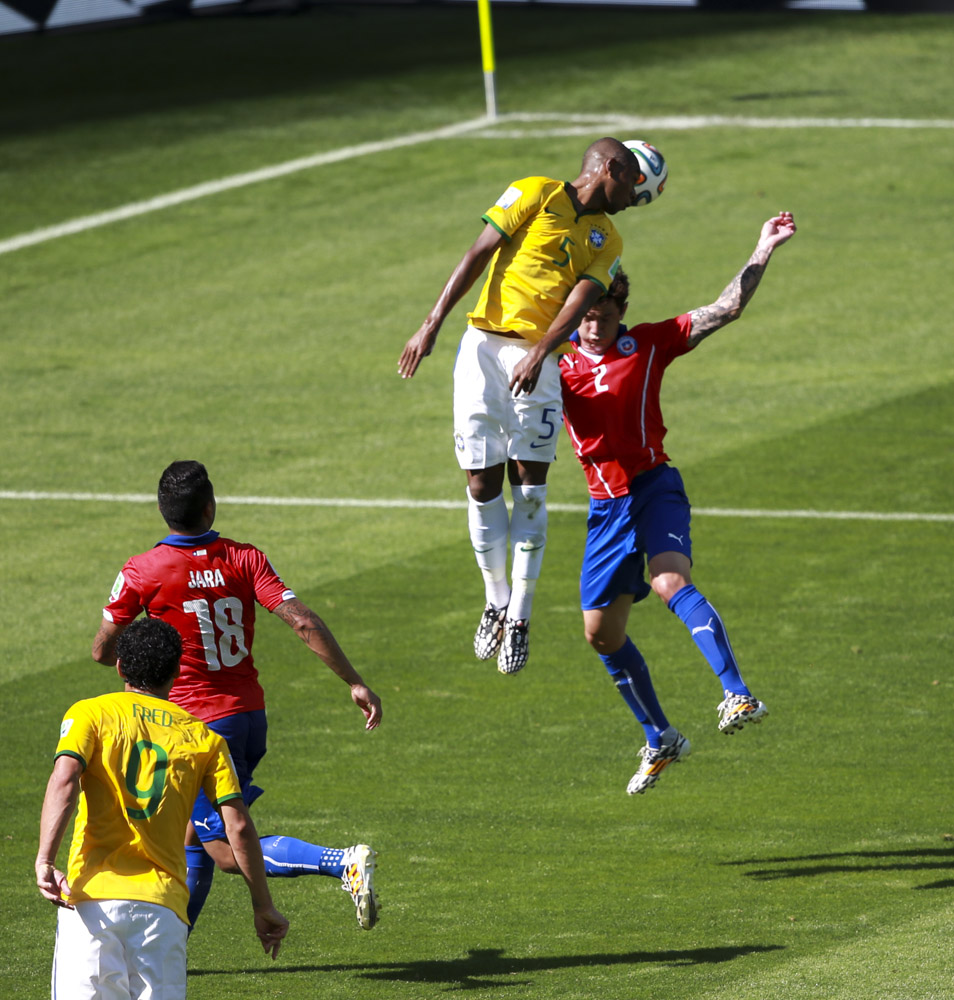
Eugenio jugando por Chile la Copa Mundial de Fútbol de 2014.

El 13 de mayo, el entrenador de la selección chilena Jorge Sampaoli incluyó a Mena en la lista preliminar de 30 jugadores que representarán al país en la Copa Mundial de Fútbol de 2014, para luego ser confirmado en la lista final de 23 el 1 de junio. Debutaría en la Copa Mundial de Fútbol el 13 de junio en Cuiaba ante Australia siendo parte del triunfo por tres goles contra uno para luego jugar cuatro partidos incluyendo un histórico triunfo por dos goles contra cero frente a España que eliminaría a los ese entonces campeones vigentes.

### Copas Américas

#### Copa América 2015
Al año siguiente, en 2015, sería confirmado en la lista oficial para disputar la Copa América debutando por esta competición el 11 de junio en el pleito contra Ecuador llegando a jugar cuatro partidos siendo parte de la obtención por primera vez de este campeonato por parte de la Selección de fútbol de Chile.

#### Copa América Centenario
Para 2016 sería parte del plantel que disputaría la Copa América Centenario llegando a jugar tan solo un partido debido a que se lesionaría en el partido debut, contra Argentina, saliendo al minuto 53 por Fabián Orellana.

### Clasificatorias

#### Clasificatorias Brasil 2014
En noviembre del 2011 sería nominado por primera vez a las Clasificatorias a Brasil 2014 contra Uruguay y Paraguay, sin embargo, no vería acción en ninguno de los partidos. En 2012, debutaría en las Clasificatorias a Brasil 2014 en partidos contra Bolivia y Venezuela participando como titular en ambos partidos ganados por dos a cero. Finalmente aquel año conseguiría la clasificación a la Copa Mundial de Fútbol 2014.

#### Clasificatorias Rusia 2018
Desde 2016 sus participaciones por la Selección de fútbol de Chile irían descendiendo llegando a jugar pocos partidos por la Clasificatorias a Rusia 2018 y tan solo uno por la Copa FIFA Confederaciones 2017 donde en la primera competición quedarían eliminados de poder participar en la Copa Mundial de Fútbol y en la segunda quedarían segundos, además de perder su titularidad con Jorge Sampaoli para ser reemplazado por Jean Beausejour a partir de entonces. Tanto fue así que no fue convocado para disputar la Copa América 2019 donde Beausejour fue el titular y Chile quedó en cuarto lugar. Beausejour se retiró de la selección tras el torneo dejando a Mena como la principal alternativa para ser el lateral izquierdo titular de la Roja nuevamente tras 4 años.

#### Clasificatorias Catar 2022
Luego de su última convocatoria en 2019, Martín Lasarte, decidió contar con Mena para la doble fecha de las Clasificatorias para la Copa Mundial de 2022 ante Argentina y Bolivia en junio, donde ante los trasandinos de visitante fue titular los 90 minutos, jugando un gran encuentro y siendo fundamental para el empate 1-1, hecho que no sucedía de visitante desde 2003.

#### Participaciones en Copas del Mundo
| Mundial                        | Sede   | Resultado        | Partidos | Goles |
| ------------------------------ | ------ | ---------------- | -------- | ----- |
| Copa Mundial de Fútbol de 2014 | Brasil | Octavos de final | 4        | 0     |

#### Participaciones en Copa América
| Copa                    | Sede           | Resultado        | Partidos | Goles |
| ----------------------- | -------------- | ---------------- | -------- | ----- |
| Copa América 2015       | Chile          | Campeón          | 4        | 0     |
| Copa América Centenario | Estados Unidos | Campeón          | 1        | 0     |
| Copa América 2021       | Brasil         | Cuartos de final | 5        | 0     |

#### Participaciones en Copa Confederaciones
| Copa                           | Sede  | Resultado  | Partidos | Goles |
| ------------------------------ | ----- | ---------- | -------- | ----- |
| Copa FIFA Confederaciones 2017 | Rusia | Subcampeón | 1        | 0     |

#### Participaciones en Clasificatorias a Copas del Mundo
| Eliminatorias                   | País                             | Resultado   | Posición | Partidos | Goles | Asis. |
| ------------------------------- | -------------------------------- | ----------- | -------- | -------- | ----- | ----- |
| Eliminatorias Brasil 2014       | Brasil                           | Clasificado | 3.º      | 10       | 0     | 2     |
| Eliminatorias Rusia 2018        | Rusia                            | Eliminado   | 6.º      | 9        | 0     | 0     |
| Eliminatorias Catar 2022        | Catar                            | Eliminado   | 7.º      | 6        | 0     | 0     |
| Eliminatorias Norteamérica 2026 | Canadá · Estados Unidos · México | Eliminado   | 9.º      | 1        | 0     | 0     |

### Partidos internacionales
Actualizado al 5 de septiembre de 2024.
| Partidos internacionales | Partidos internacionales | Partidos internacionales                                                  | Partidos internacionales | Partidos internacionales | Partidos internacionales | Partidos internacionales | Partidos internacionales | Partidos internacionales | Partidos internacionales          |
| N.º                      | Fecha                    | Estadio                                                                   | Local                    | Resultado                | Visitante                | Goles                    | Asistencias              | DT                       | Competición                       |
| ------------------------ | ------------------------ | ------------------------------------------------------------------------- | ------------------------ | ------------------------ | ------------------------ | ------------------------ | ------------------------ | ------------------------ | --------------------------------- |
| 1                        | 7 de septiembre de 2010  | Estadio Lobanovsky Dynamo, Kiev, Ucrania                                  | Ucrania                  | 2-1                      | Chile                    |                          |                          | Marcelo Bielsa           | Amistoso                          |
| 2                        | 4 de septiembre de 2011  | Dignity Health Sports Park, Carson, Estados Unidos                        | Estados Unidos           | 1-1                      | Chile                    |                          |                          | Marcelo Bielsa           | Amistoso                          |
| 3                        | 21 de marzo de 2012      | Estadio Carlos Dittborn, Arica, Chile                                     | Chile                    | 3-1                      | Perú                     | 87'                      |                          | Claudio Borghi           | Copa del Pacífico 2012            |
| 4                        | 11 de abril de 2012      | Estadio Jorge Basadre, Tacna, Perú                                        | Perú                     | 0-3                      | Chile                    | 46'                      |                          | Claudio Borghi           | Copa del Pacífico 2012            |
| 5                        | 2 de junio de 2012       | Estadio Hernando Siles, La Paz, Bolivia                                   | Bolivia                  | 0-2                      | Chile                    |                          |                          | Claudio Borghi           | Clasificatorias a Brasil 2014     |
| 6                        | 9 de junio de 2012       | Estadio Olímpico Gral. José Antonio Anzoátegui, Puerto La Cruz, Venezuela | Venezuela                | 0-2                      | Chile                    |                          |                          | Claudio Borghi           | Clasificatorias a Brasil 2014     |
| 7                        | 15 de agosto de 2012     | Citi Field, New York, Estados Unidos                                      | Ecuador                  | 3-0                      | Chile                    |                          |                          | Claudio Borghi           | Amistoso                          |
| 8                        | 11 de septiembre de 2012 | Estadio Monumental, Santiago, Chile                                       | Chile                    | 1-3                      | Colombia                 |                          |                          | Claudio Borghi           | Clasificatorias a Brasil 2014     |
| 9                        | 14 de noviembre de 2012  | AFG Arena, Sankt Gallen, Suiza                                            | Chile                    | 1-3                      | Serbia                   |                          |                          | Claudio Borghi           | Amistoso                          |
| 10                       | 15 de enero de 2013      | Estadio La Portada, La Serena, Chile                                      | Chile                    | 2-1                      | Senegal                  |                          |                          | Jorge Sampaoli           | Amistoso                          |
| 11                       | 19 de enero de 2013      | Estadio Ester Roa Rebolledo, Concepción, Chile                            | Chile                    | 3-0                      | Haití                    |                          |                          | Jorge Sampaoli           | Amistoso                          |
| 12                       | 22 de marzo de 2013      | Estadio Nacional del Perú, Lima, Perú                                     | Perú                     | 1-0                      | Chile                    |                          |                          | Jorge Sampaoli           | Clasificatorias a Brasil 2014     |
| 13                       | 26 de marzo de 2013      | Estadio Nacional Julio Martínez Prádanos, Santiago, Chile                 | Chile                    | 2-0                      | Uruguay                  |                          |                          | Jorge Sampaoli           | Clasificatorias a Brasil 2014     |
| 14                       | 24 de abril de 2013      | Estadio Mineirão, Belo Horizonte, Brasil                                  | Brasil                   | 2-2                      | Chile                    |                          |                          | Jorge Sampaoli           | Amistoso                          |
| 15                       | 7 de junio de 2013       | Estadio Defensores del Chaco, Asunción, Paraguay                          | Paraguay                 | 1-2                      | Chile                    |                          |                          | Jorge Sampaoli           | Clasificatorias a Brasil 2014     |
| 16                       | 11 de junio de 2013      | Estadio Nacional Julio Martínez Prádanos, Santiago, Chile                 | Chile                    | 3-1                      | Bolivia                  |                          |                          | Jorge Sampaoli           | Clasificatorias a Brasil 2014     |
| 17                       | 14 de agosto de 2013     | Estadio Brøndby, Copenhague, Dinamarca                                    | Irak                     | 0-6                      | Chile                    | 45+3'                    |                          | Jorge Sampaoli           | Amistoso                          |
| 18                       | 6 de septiembre de 2013  | Estadio Nacional Julio Martínez Prádanos, Santiago, Chile                 | Chile                    | 3-0                      | Venezuela                |                          |                          | Jorge Sampaoli           | Clasificatorias a Brasil 2014     |
| 19                       | 10 de septiembre de 2013 | Stade de Genève, Ginebra, Suiza                                           | España                   | 2-2                      | Chile                    |                          |                          | Jorge Sampaoli           | Amistoso                          |
| 20                       | 11 de octubre de 2013    | Estadio Metropolitano Roberto Meléndez, Barranquilla, Colombia            | Colombia                 | 3-3                      | Chile                    |                          |                          | Jorge Sampaoli           | Clasificatorias a Brasil 2014     |
| 21                       | 15 de octubre de 2013    | Estadio Nacional Julio Martínez Prádanos, Santiago, Chile                 | Chile                    | 2-1                      | Ecuador                  |                          |                          | Jorge Sampaoli           | Clasificatorias a Brasil 2014     |
| 22                       | 15 de noviembre de 2013  | Estadio de Wembley, Londres, Inglaterra                                   | Inglaterra               | 0-2                      | Chile                    |                          |                          | Jorge Sampaoli           | Amistoso                          |
| 23                       | 19 de noviembre de 2013  | Rogers Centre, Toronto, Canadá                                            | Brasil                   | 2-1                      | Chile                    |                          |                          | Jorge Sampaoli           | Amistoso                          |
| 24                       | 30 de mayo de 2014       | Estadio Nacional Julio Martínez Prádanos, Santiago, Chile                 | Chile                    | 3-2                      | Egipto                   |                          |                          | Jorge Sampaoli           | Amistoso                          |
| 25                       | 4 de junio de 2014       | Estadio Elías Figueroa Brander, Valparaíso, Chile                         | Chile                    | 2-0                      | Irlanda del Norte        |                          |                          | Jorge Sampaoli           | Amistoso                          |
| 26                       | 13 de junio de 2014      | Estadio Arena Pantanal, Cuiabá, Brasil                                    | Chile                    | 3-1                      | Australia                |                          |                          | Jorge Sampaoli           | Copa Mundial de Fútbol 2014       |
| 27                       | 18 de junio de 2014      | Estadio Maracaná, Río de Janeiro, Brasil                                  | España                   | 0-2                      | Chile                    |                          |                          | Jorge Sampaoli           | Copa Mundial de Fútbol de 2014    |
| 28                       | 23 de junio de 2014      | Estadio Arena Corinthians, São Paulo, Brasil                              | Países Bajos             | 2-0                      | Chile                    |                          |                          | Jorge Sampaoli           | Copa Mundial de Fútbol de 2014    |
| 29                       | 28 de junio de 2014      | Estadio Mineirão, Belo Horizonte, Brasil                                  | Brasil                   | 1-1(t. s.) 3-2p          | Chile                    |                          |                          | Jorge Sampaoli           | Copa Mundial de Fútbol de 2014    |
| 30                       | 6 de septiembre de 2014  | Levi's Stadium, Santa Clara, Estados Unidos                               | México                   | 0-0                      | Chile                    |                          |                          | Jorge Sampaoli           | Amistoso                          |
| 31                       | 14 de octubre de 2014    | Estadio Francisco Sánchez Rumoroso, Coquimbo, Chile                       | Chile                    | 2-2                      | Bolivia                  |                          |                          | Jorge Sampaoli           | Amistoso                          |
| 32                       | 14 de noviembre de 2014  | Estadio CAP, Talcahuano, Chile                                            | Chile                    | 5-0                      | Venezuela                |                          | 45+1' a Jorge Valdivia   | Jorge Sampaoli           | Amistoso                          |
| 33                       | 18 de noviembre de 2014  | Estadio Monumental, Santiago, Chile                                       | Chile                    | 1-2                      | Uruguay                  |                          |                          | Jorge Sampaoli           | Amistoso                          |
| 34                       | 29 de marzo de 2015      | Emirates Stadium, Londres, Inglaterra                                     | Brasil                   | 1-0                      | Chile                    |                          |                          | Jorge Sampaoli           | Amistoso                          |
| 35                       | 5 de junio de 2015       | Estadio El Teniente, Rancagua, Chile                                      | Chile                    | 1-0                      | El Salvador              |                          |                          | Jorge Sampaoli           | Amistoso                          |
| 36                       | 11 de junio de 2015      | Estadio Nacional Julio Martínez Prádanos, Santiago, Chile                 | Chile                    | 2-0                      | Ecuador                  |                          |                          | Jorge Sampaoli           | Copa América 2015                 |
| 37                       | 15 de junio de 2015      | Estadio Nacional Julio Martínez Prádanos, Santiago, Chile                 | Chile                    | 3-3                      | México                   |                          | 22' a Arturo Vidal       | Jorge Sampaoli           | Copa América 2015                 |
| 38                       | 24 de junio de 2015      | Estadio Nacional Julio Martínez Prádanos, Santiago, Chile                 | Chile                    | 1-0                      | Uruguay                  |                          |                          | Jorge Sampaoli           | Copa América 2015                 |
| 39                       | 29 de junio de 2015      | Estadio Nacional Julio Martínez Prádanos, Santiago, Chile                 | Chile                    | 2-1                      | Perú                     |                          |                          | Jorge Sampaoli           | Copa América 2015                 |
| 40                       | 5 de septiembre de 2015  | Estadio Nacional Julio Martínez Prádanos, Santiago, Chile                 | Chile                    | 3-2                      | Paraguay                 |                          |                          | Jorge Sampaoli           | Amistoso                          |
| 41                       | 13 de octubre de 2015    | Estadio Nacional del Perú, Lima, Perú                                     | Perú                     | 3-4                      | Chile                    |                          |                          | Jorge Sampaoli           | Clasificatorias a Rusia 2018      |
| 42                       | 17 de noviembre de 2015  | Estadio Centenario, Montevideo, Uruguay                                   | Uruguay                  | 3-0                      | Chile                    |                          |                          | Jorge Sampaoli           | Clasificatorias a Rusia 2018      |
| 43                       | 24 de marzo de 2016      | Estadio Nacional Julio Martínez Prádanos, Santiago, Chile                 | Chile                    | 1-2                      | Argentina                |                          |                          | Jorge Sampaoli           | Clasificatorias a Rusia 2018      |
| 44                       | 29 de marzo de 2016      | Estadio Agustín Tovar, Barinas, Venezuela                                 | Venezuela                | 1-4                      | Chile                    |                          |                          | Juan Antonio Pizzi       | Clasificatorias a Rusia 2018      |
| 45                       | 1 de junio de 2016       | Estadio Qualcomm, San Diego, Estados Unidos                               | México                   | 1-0                      | Chile                    |                          |                          | Juan Antonio Pizzi       | Amistoso                          |
| 46                       | 6 de junio de 2016       | Levi's Stadium, Santa Clara, Estados Unidos                               | Argentina                | 2-1                      | Chile                    |                          |                          | Juan Antonio Pizzi       | Copa América Centenario           |
| 47                       | 1 de septiembre de 2016  | Estadio Defensores del Chaco, Asunción, Paraguay                          | Paraguay                 | 2-1                      | Chile                    |                          |                          | Juan Antonio Pizzi       | Clasificatorias a Rusia 2018      |
| 48                       | 6 de septiembre de 2016  | Estadio Monumental, Santiago, Chile                                       | Chile                    | 3-0                      | Bolivia                  |                          |                          | Juan Antonio Pizzi       | Clasificatorias a Rusia 2018      |
| 49                       | 6 de octubre de 2016     | Estadio Olímpico Atahualpa, Quito, Ecuador                                | Ecuador                  | 3-0                      | Chile                    |                          |                          | Juan Antonio Pizzi       | Clasificatorias a Rusia 2018      |
| 50                       | 10 de noviembre de 2016  | Estadio Metropolitano Roberto Meléndez, Barranquilla, Colombia            | Colombia                 | 0-0                      | Chile                    |                          |                          | Juan Antonio Pizzi       | Clasificatorias a Rusia 2018      |
| 51                       | 13 de junio de 2017      | Cluj Arena, Cluj, Rumanía                                                 | Rumania                  | 3-2                      | Chile                    |                          |                          | Juan Antonio Pizzi       | Amistoso                          |
| 52                       | 25 de junio de 2017      | Otkrytie Arena, Moscú, Rusia                                              | Chile                    | 1-1                      | Australia                |                          |                          | Juan Antonio Pizzi       | Copa Confederaciones 2017         |
| 53                       | 5 de octubre de 2017     | Estadio Monumental, Santiago, Chile                                       | Chile                    | 2-1                      | Ecuador                  |                          |                          | Juan Antonio Pizzi       | Clasificatorias a Rusia 2018      |
| 54                       | 12 de octubre de 2018    | Hard Rock Stadium, Miami, Estados Unidos                                  | Perú                     | 3-0                      | Chile                    |                          |                          | Reinaldo Rueda           | Amistoso                          |
| 55                       | 16 de octubre de 2018    | Estadio Corregidora, Querétaro, México                                    | México                   | 0-1                      | Chile                    |                          |                          | Reinaldo Rueda           | Amistoso                          |
| 56                       | 22 de marzo de 2019      | SDCCU Stadium, San Diego, Estados Unidos                                  | México                   | 3-1                      | Chile                    |                          |                          | Reinaldo Rueda           | Amistoso                          |
| 57                       | 3 de junio de 2021       | Estadio Único Madre de Ciudades, Santiago del Estero, Argentina           | Argentina                | 1-1                      | Chile                    |                          |                          | Martín Lasarte           | Clasificatorias a Catar 2022      |
| 58                       | 8 de junio de 2021       | Estadio San Carlos de Apoquindo, Santiago, Chile                          | Chile                    | 1-1                      | Bolivia                  |                          |                          | Martín Lasarte           | Clasificatorias a Catar 2022      |
| 59                       | 14 de junio de 2021      | Estadio Olímpico Nilton Santos, Río de Janeiro, Brasil                    | Argentina                | 1-1                      | Chile                    |                          |                          | Martín Lasarte           | Copa América 2021                 |
| 60                       | 18 de junio de 2021      | Arena Pantanal, Cuiabá, Brasil                                            | Chile                    | 1-0                      | Bolivia                  |                          |                          | Martín Lasarte           | Copa América 2021                 |
| 61                       | 21 de junio de 2021      | Arena Pantanal, Cuiabá, Brasil                                            | Uruguay                  | 1-1                      | Chile                    |                          |                          | Martín Lasarte           | Copa América 2021                 |
| 62                       | 24 de junio de 2021      | Estadio Mané Garrincha, Brasilia, Brasil                                  | Chile                    | 0-2                      | Paraguay                 |                          |                          | Martín Lasarte           | Copa América 2021                 |
| 63                       | 2 de julio de 2021       | Estadio Olímpico Nilton Santos, Río de Janeiro, Brasil                    | Brasil                   | 1-0                      | Chile                    |                          |                          | Martín Lasarte           | Copa América 2021                 |
| 64                       | 2 de septiembre de 2021  | Estadio Monumental, Santiago, Chile                                       | Chile                    | 0-1                      | Brasil                   |                          |                          | Martín Lasarte           | Clasificatorias a Catar 2022      |
| 65                       | 9 de septiembre de 2021  | Estadio Metropolitano Roberto Meléndez, Barranquilla, Colombia            | Colombia                 | 3-1                      | Chile                    |                          |                          | Martín Lasarte           | Clasificatorias a Catar 2022      |
| 66                       | 11 de noviembre de 2021  | Estadio Defensores del Chaco, Asunción, Paraguay                          | Paraguay                 | 0-1                      | Chile                    |                          |                          | Martín Lasarte           | Clasificatorias a Catar 2022      |
| 67                       | 16 de noviembre de 2021  | Estadio San Carlos de Apoquindo, Santiago, Chile                          | Chile                    | 0-2                      | Ecuador                  |                          |                          | Martín Lasarte           | Clasificatorias a Catar 2022      |
| 68                       | 6 de junio de 2022       | Estadio Mundialista de Daejon, Daejeon, Corea del Sur                     | Corea del Sur            | 0-2                      | Chile                    |                          |                          | Eduardo Berizzo          | Amistoso                          |
| 69                       | 10 de junio de 2022      | Estadio Noevir Kobe, Kobe, Japón                                          | Túnez                    | 0-2                      | Chile                    |                          |                          | Eduardo Berizzo          | Copa Kirin 2022                   |
| 70                       | 14 de junio de 2022      | Estadio Panasonic Suita, Osaka, Japón                                     | Ghana                    | 0-0                      | Chile                    |                          |                          | Eduardo Berizzo          | Copa Kirin 2022                   |
| 71                       | 27 de septiembre de 2022 | Estadio Franz Horr, Viena, Austria                                        | Catar                    | 2-2                      | Chile                    |                          |                          | Eduardo Berizzo          | Amistoso                          |
| 72                       | 11 de junio de 2023      | Estadio Ester Roa Rebolledo, Concepción, Chile                            | Chile                    | 3-0                      | Cuba                     |                          |                          | Eduardo Berizzo          | Amistoso                          |
| 73                       | 5 de septiembre de 2024  | Estadio Monumental, Buenos Aires, Argentina                               | Argentina                | 3-0                      | Chile                    |                          |                          | Ricardo Gareca           | Clasificatorias Norteamérica 2026 |
| Total                    |                          |                                                                           | Presencias               | 73                       | Goles                    | 3                        | 6                        |                          |                                   |

| Selección chilena | Selección chilena | Selección chilena | Selección chilena |
| Año               | Partidos          | Goles             | Asis.             |
| ----------------- | ----------------- | ----------------- | ----------------- |
| 2010              | 1                 | 0                 | 0                 |
| 2011              | 1                 | 0                 | 0                 |
| 2012              | 7                 | 2                 | 1                 |
| 2013              | 14                | 1                 | 4                 |
| 2014              | 10                | 1                 | 1                 |
| 2015              | 9                 | 0                 | 0                 |
| 2016              | 8                 | 0                 | 0                 |
| 2017              | 3                 | 0                 | 0                 |
| 2018              | 2                 | 0                 | 0                 |
| 2019              | 1                 | 0                 | 0                 |
| 2020              | 0                 | 0                 | 0                 |
| 2021              | 11                | 0                 | 0                 |
| 2022              | 4                 | 0                 | 0                 |
| 2023              | 1                 | 0                 | 0                 |
| 2024              | 1                 | 0                 | 0                 |
| Total             | 73                | 3                 | 6                 |

### Goles internacionales
Actualizado hasta el 14 de agosto de 2013.
| 1. | 21 de marzo de 2012  | Estadio Carlos Dittborn, Arica, Chile  | Perú | 3 – 1 | 3 – 1 | Copa del Pacífico 2012 |
| 2. | 11 de abril de 2012  | Estadio Jorge Basadre, Tacna, Perú     | Perú | 0 – 1 | 0 – 3 | Copa del Pacífico 2012 |
| 3. | 14 de agosto de 2013 | Estadio Brøndby, Copenhague, Dinamarca | Irak | 0 – 1 | 0 – 6 | Amistoso               |

## Estadísticas

### Clubes
| Club                         | Div           | Temporada     | Liga  | Liga  | Regional | Regional | Copas nacionales | Copas nacionales | Torneos internacionales | Torneos internacionales | Total | Total |
| Club                         | Div           | Temporada     | Part. | Goles | Part.    | Goles    | Part.            | Goles            | Part.                   | Goles                   | Part. | Goles |
| ---------------------------- | ------------- | ------------- | ----- | ----- | -------- | -------- | ---------------- | ---------------- | ----------------------- | ----------------------- | ----- | ----- |
| Santiago Wanderers · Chile   | 2.ª           | 2008          | 38    | 0     | —        | —        | 2                | 0                | —                       | —                       | 40    | 0     |
| Santiago Wanderers · Chile   | 2.ª           | 2009          | 37    | 1     | —        | —        | 3                | 0                | —                       | —                       | 40    | 1     |
| Santiago Wanderers · Chile   | 1.ª           | 2010          | 16    | 0     | —        | —        | 1                | 0                | —                       | —                       | 17    | 0     |
| Santiago Wanderers · Chile   | Total club    | Total club    | 91    | 1     | 0        | 0        | 6                | 0                | 0                       | 0                       | 97    | 1     |
| Universidad de Chile · Chile | 1.ª           | 2010          | 7     | 0     | —        | —        | —                | —                | 1                       | 0                       | 8     | 0     |
| Universidad de Chile · Chile | 1.ª           | 2011          | 40    | 4     | —        | —        | 6                | 0                | 11                      | 0                       | 57    | 4     |
| Universidad de Chile · Chile | 1.ª           | 2012          | 29    | 3     | —        | —        | 2                | 0                | 18                      | 1                       | 49    | 3     |
| Universidad de Chile · Chile | 1.ª           | 2013          | 12    | 0     | —        | —        | 4                | 0                | 2                       | 0                       | 18    | 0     |
| Universidad de Chile · Chile | Total club    | Total club    | 88    | 7     | 0        | 0        | 12               | 0                | 32                      | 1                       | 132   | 8     |
| Santos · Brasil              | 1.ª           | 2013          | 20    | 0     | —        | —        | 3                | 0                | —                       | —                       | 23    | 0     |
| Santos · Brasil              | 1.ª           | 2014          | 15    | 0     | 14       | 0        | 9                | 0                | —                       | —                       | 38    | 0     |
| Santos · Brasil              | Total club    | Total club    | 35    | 0     | 14       | 0        | 12               | 0                | 0                       | 0                       | 61    | 0     |
| Cruzeiro · Brasil            | 1.ª           | 2015          | 6     | 0     | 8        | 0        | 2                | 0                | 10                      | 0                       | 26    | 0     |
| Cruzeiro · Brasil            | Total club    | Total club    | 6     | 0     | 8        | 0        | 2                | 0                | 10                      | 0                       | 26    | 0     |
| São Paulo · Brasil           | 1.ª           | 2016          | 20    | 0     | 10       | 0        | 1                | 0                | 14                      | 0                       | 45    | 0     |
| São Paulo · Brasil           | Total club    | Total club    | 20    | 0     | 10       | 0        | 1                | 0                | 14                      | 0                       | 45    | 0     |
| Sport Recife · Brasil        | 1.ª           | 2017          | 23    | 1     | 8        | 0        | 6                | 0                | 8                       | 0                       | 45    | 1     |
| Sport Recife · Brasil        | Total club    | Total club    | 23    | 1     | 8        | 0        | 6                | 0                | 8                       | 0                       | 45    | 1     |
| Bahia · Brasil               | 1.ª           | 2018          | 5     | 1     | 13       | 0        | 2                | 0                | 3                       | 0                       | 23    | 1     |
| Bahia · Brasil               | Total club    | Total club    | 5     | 1     | 13       | 0        | 2                | 0                | 3                       | 0                       | 23    | 1     |
| Racing Club Argentina        | 1.ª           | 2018-19       | 19    | 0     | —        | —        | —                | —                | —                       | —                       | 19    | 0     |
| Racing Club Argentina        | 1.ª           | 2019-20       | 16    | 0     | —        | —        | 2                | 0                | 2                       | 0                       | 20    | 0     |
| Racing Club Argentina        | 1.ª           | 2020          | —     | —     | —        | —        | 6                | 0                | 8                       | 0                       | 14    | 0     |
| Racing Club Argentina        | 1.ª           | 2021          | 15    | 0     | —        | —        | 15               | 0                | 8                       | 0                       | 38    | 0     |
| Racing Club Argentina        | 1.ª           | 2022          | 20    | 1     | —        | —        | 11               | 0                | 6                       | 0                       | 37    | 1     |
| Racing Club Argentina        | Total club    | Total club    | 70    | 1     | 0        | 0        | 34               | 0                | 24                      | 0 ñ                     | 128   | 1     |
| Universidad Católica · Chile | 1.ª           | 2023          | 21    | 1     | —        | —        | 4                | 0                | 1                       | 0                       | 26    | 1     |
| Universidad Católica · Chile | 1.ª           | 2024          | 28    | 0     | —        | —        | 3                | 0                | 1                       | 0                       | 32    | 0     |
| Universidad Católica · Chile | 1.ª           | 2025          | 10    | 1     | 0        | 0        | 3                | 0                | 0                       | 0                       | 14    | 1     |
| Universidad Católica · Chile | Total club    | Total club    | 59    | 2     | 0        | 0        | 11               | 0                | 2                       | 0                       | 72    | 2     |
| Total carrera                | Total carrera | Total carrera | 397   | 13    | 53       | 0        | 86               | 0                | 93                      | 1                       | 629   | 14    |
| 1. 2. 3. 4.                  |               |               |       |       |          |          |                  |                  |                         |                         |       |       |

### Selecciones
| Selección      | Temporada     | Amistosos | Amistosos | Amistosos | Sudamérica | Sudamérica | Sudamérica | Mundial | Mundial | Mundial | Total | Total | Total  |
| Selección      | Temporada     | Part.     | Goles     | Asist.    | Part.      | Goles      | Asist.     | Part.   | Goles   | Asist.  | Part. | Goles | Asist. |
| -------------- | ------------- | --------- | --------- | --------- | ---------- | ---------- | ---------- | ------- | ------- | ------- | ----- | ----- | ------ |
| Sub-23 · Chile | 2008          | 2         | 0         | 0         | —          | —          | —          | —       | —       | —       | 2     | 0     | 0      |
| Sub-23 · Chile | 2009          | 5         | 0         | 0         | —          | —          | —          | —       | —       | —       | 5     | 0     | 0      |
| Sub-23 · Chile | 2010          | 5         | 1         | 0         | —          | —          | —          | —       | —       | —       | 5     | 1     | 0      |
| Sub-23 · Chile | Total         | 12        | 1         | 0         | 0          | 0          | 0          | 0       | 0       | 0       | 12    | 1     | 0      |
| Adulta · Chile | 2010          | 1         | 0         | 0         | —          | —          | —          | —       | —       | —       | 1     | 0     | 0      |
| Adulta · Chile | 2011          | 1         | 0         | 0         | —          | —          | —          | —       | —       | —       | 1     | 0     | 0      |
| Adulta · Chile | 2012          | 4         | 2         | 1         | 3          | 0          | 0          | —       | —       | —       | 7     | 2     | 1      |
| Adulta · Chile | 2013          | 7         | 1         | 2         | 7          | 0          | 2          | —       | —       | —       | 14    | 1     | 4      |
| Adulta · Chile | 2014          | 6         | 0         | 0         | —          | —          | —          | 4       | 0       | 0       | 12    | 1     | 1      |
| Adulta · Chile | 2015          | 3         | 0         | 0         | 6          | 0          | 0          | —       | —       | —       | 9     | 0     | 0      |
| Adulta · Chile | 2016          | 1         | 0         | 0         | 7          | 0          | 0          | —       | —       | —       | 8     | 0     | 0      |
| Adulta · Chile | 2017          | 1         | 0         | 0         | 1          | 0          | 0          | 1       | 0       | 0       | 3     | 0     | 0      |
| Adulta · Chile | 2018          | 2         | 0         | 0         | —          | —          | —          | —       | —       | —       | 2     | 0     | 0      |
| Adulta · Chile | 2019          | 1         | 0         | 0         | —          | —          | —          | —       | —       | —       | 1     | 0     | 0      |
| Adulta · Chile | 2020          | —         | —         | —         | —          | —          | —          | —       | —       | —       | 0     | 0     | 0      |
| Adulta · Chile | 2021          | —         | —         | —         | 11         | 0          | 0          | —       | —       | —       | 11    | 0     | 0      |
| Adulta · Chile | 2022          | 4         | 0         | 0         | —          | —          | —          | —       | —       | —       | 4     | 0     | 0      |
| Adulta · Chile | 2023          | 1         | 0         | 0         | —          | —          | —          | —       | —       | —       | 1     | 0     | 0      |
| Adulta · Chile | 2024          | —         | —         | —         | 1          | 0          | 0          | —       | —       | —       | 1     | 0     | 0      |
| Adulta · Chile | Total         | 32        | 3         | 3         | 36         | 0          | 2          | 5       | 0       | 0       | 73    | 3     | 6      |
| Total carrera  | Total carrera | 44        | 4         | 3         | 36         | 0          | 2          | 5       | 0       | 0       | 85    | 4     | 6      |
| 1. 2.          |               |           |           |           |            |            |            |         |         |         |       |       |        |

### Resumen estadístico
| Competición                   | Partidos | Goles |
| ----------------------------- | -------- | ----- |
| Primera División de Chile     | 163      | 9     |
| Serie A de Brasil             | 89       | 2     |
| Superliga Argentina           | 70       | 1     |
| Primera B de Chile            | 75       | 1     |
| Torneos Estaduales            | 53       | 0     |
| Copa Chile                    | 29       | 0     |
| Copa de Brasil                | 23       | 0     |
| Copa Argentina                | 4        | 0     |
| Copa de la Liga Profesional   | 26       | 0     |
| Copa de la Superliga          | 1        | 0     |
| Trofeo de Campeones Argentina | 3        | 0     |
| Copa Libertadores             | 56       | 1     |
| Copa Sudamericana             | 34       | 0     |
| Recopa Sudamericana           | 2        | 0     |
| Copa Suruga Bank              | 1        | 0     |
| Selección de Chile sub-23     | 12       | 1     |
| Selección de Chile            | 73       | 3     |
| Total                         | 714      | 18    |

## Palmarés

### Títulos regionales
| Título                  | Club                 | País   | Año  |
| ----------------------- | -------------------- | ------ | ---- |
| Campeonato Pernambucano | Sport Club do Recife | Brasil | 2017 |
| Campeonato Baiano       | E. C. Bahia          | Brasil | 2018 |

### Títulos nacionales
| Título                        | Club                 | País      | Año     |
| ----------------------------- | -------------------- | --------- | ------- |
| Primera División              | Universidad de Chile | Chile     | 2011-A  |
| Primera División              | Universidad de Chile | Chile     | 2011-C  |
| Primera División              | Universidad de Chile | Chile     | 2012-A  |
| Copa Chile                    | Universidad de Chile | Chile     | 2012-13 |
| Primera División de Argentina | Racing Club          | Argentina | 2018-19 |
| Trofeo de Campeones           | Racing Club          | Argentina | 2018-19 |
| Trofeo de Campeones           | Racing Club          | Argentina | 2022    |

### Títulos internacionales
| Título                  | Club (*)             | Sede           | Año  |
| ----------------------- | -------------------- | -------------- | ---- |
| Copa Sudamericana       | Universidad de Chile | Chile          | 2011 |
| Copa América            | Selección de Chile   | Chile          | 2015 |
| Copa América Centenario | Selección de Chile   | Estados Unidos | 2016 |

(*) Incluyendo la selección

### Distinciones individuales
| Distinción                                            | Año    |
| ----------------------------------------------------- | ------ |
| Medalla UNESCO Valparaíso, Patrimonio de la Humanidad | 2009   |
| Mejor Lateral izquierdo SIFUP                         | 2012-A |
| Equipo Ideal de América Lectores Diario El País       | 2012   |
| Parte del Equipo Ideal de la ANFP                     | 2012   |
| Mejor jugador de la Copa Suruga Bank                  | 2012   |
| Mejor Lateral izquierdo SIFUP                         | 2013-T |
| Hijo Ilustre de Viña del Mar                          | 2014   |